# Estación de La Roda de Albacete
La Roda de Albacete es una estación ferroviaria situada en el municipio español de La Roda en la provincia de Albacete, comunidad autónoma de Castilla-La Mancha. Dispone de servicios de media distancia operados por Renfe.

## Situación ferroviaria
Se encuentra en el punto kilométrico 242,9 de la línea férrea de ancho ibérico Madrid-Valencia a 704,98 metros de altitud, entre las estaciones de Minaya y de La Gineta. 
El tramo es de doble vía y está electrificado.

## Historia
La estación fue inaugurada el 18 de marzo de 1855 con la apertura del tramo Alcázar de San Juan-Albacete de la línea férrea entre Madrid y Almansa que prolongaba el trazado original entre Madrid y Aranjuez y que tenía por objetivo final llegar a Alicante. Fue construida por parte de la Compañía del Camino de Hierro de Madrid a Aranjuez que tenía a José de Salamanca como su principal impulsor. El 1 de julio de 1856 José de Salamanca, que se había unido con la familia Rothschild y con la compañía du Chemin de Fer du Grand Central obtuvieron la concesión de la línea Madrid-Zaragoza que unida a la concesión entre Madrid y Alicante daría lugar al nacimiento de la Compañía de los Ferrocarriles de Madrid a Zaragoza y Alicante o MZA. En 1941 la nacionalización de ferrocarril en España supuso la integración de MZA en la recién creada RENFE.
Desde el 31 de diciembre de 2004 Renfe Operadora explota la línea mientras que Adif es la titular de las instalaciones ferroviarias.

## La estación
Se sitúa al suroeste del núcleo urbano. En su diseño guarda una gran similitud con la estación de Villarrobledo al tener base rectangular, dos plantas y el mismo esquema decorativo basado en pequeños frontones triangulares colocados en la parte superior de puertas y ventanas. Dispone de dos andenes uno lateral y otro central. El cambio de vías se realiza a nivel.

## Servicios ferroviarios

### Media Distancia
Los servicios de Media Distancia que ofrece Renfe gracias a trenes MD y Regional Exprés cubren los siguientes trayectos:
| Línea MD | Trenes          | Origen/Destino      |  | Destino/Origen    |
| -------- | --------------- | ------------------- |  | ----------------- |
| 45       | MD              | Ciudad Real         |  | Alicante-Terminal |
| 46       | Regional Exprés | Alcázar de San Juan |  | Valencia          |
| 57       | MD              | Madrid-Chamartín    |  | Albacete          |